# École nationale supérieure des biosciences et biotechnologies appliquées
L'école nationale supérieure des biosciences et biotechnologies appliquées (ENSBBA) est un centre universitaire public béninois placé sous l'égide de l'université nationale des sciences, technologies, ingénierie et mathématiques (UNSTIM). Elle est située à Dassa-zoumé dans le département des Collines.

## Historique et mission
L'Ensbba a vu le jour par arrêté ministériel en 2018. Cette école est créée dans la perspective de proposer des réponses aux besoins des entreprises et laboratoires qui utilisent les biotechnologies tels que les industries pharmaceutiques et cosmétiques, la santé, l'agroalimentaire et l'environnement,.